# Konrad Martin

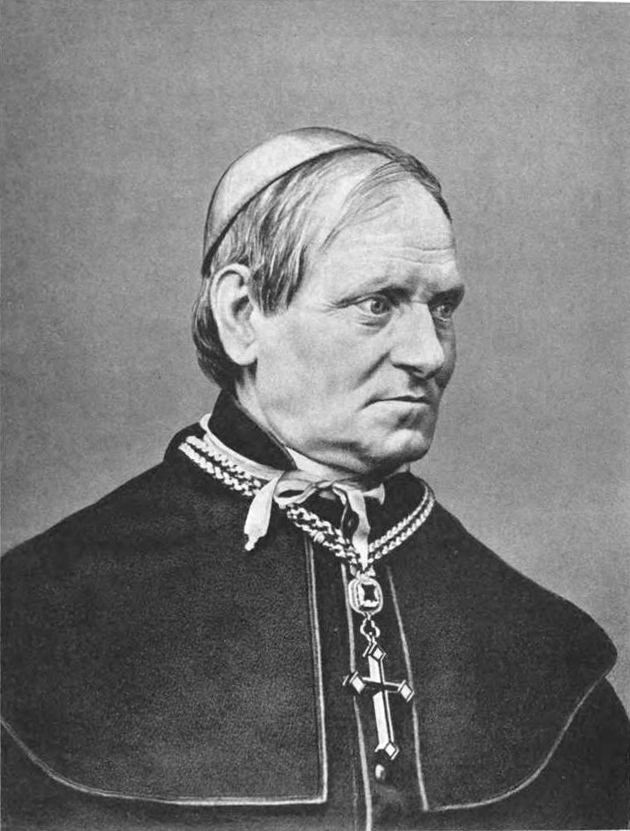
Bischof Konrad Martin (Foto als Konzilsvater 1870)

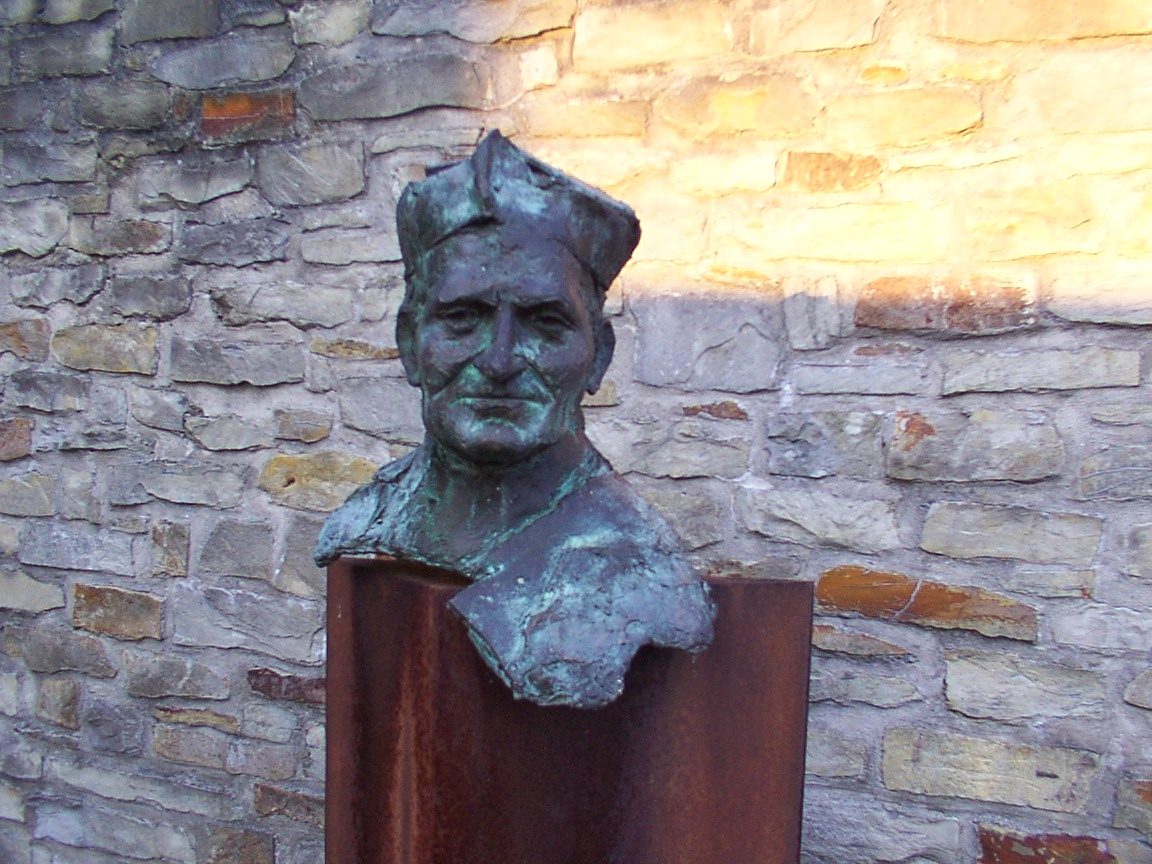
Büste von Konrad Martin, in Paderborn vor dem Konrad-Martin-Haus

Konrad Martin (* 18. Mai 1812 in Geismar; † 16. Juli 1879 in St. Guibert) war ab 1844 Theologieprofessor in Bonn, 1869 Konzilstheologe beim Ersten Vaticanum und von 1856 bis 1875 katholischer Bischof von Paderborn.
Als Bischof hatte Martin bis zum Beginn des preußischen Kulturkampfes gute Kontakte zur lutherischen Kirche, wurde dann aber heftig angegriffen, wegen Verletzung antikirchlicher Gesetze verhaftet und 1875 abgesetzt. Er steht deshalb im Ruf eines Bekennerbischofs.

## Leben
Konrad Martin wurde als das siebte von acht Kindern des Ehepaares Johann Martin und Regina, geborene Schuchardt, geboren. Mit 18 Jahren verließ er das Gymnasium mit einem hervorragenden Abiturzeugnis und studierte danach in Halle orientalische Sprachen, in München und Würzburg katholische Theologie und wurde am 27. Februar 1836 in Köln zum Priester geweiht. Er war darauf Rektor des Progymnasiums in Wipperfürth, dann Religionslehrer am katholischen Gymnasium in Köln und 1844 Professor der Theologie und Inspektor des Konvikts in Bonn.
Am 29. Januar 1856 wurde er zum Bischof von Paderborn erwählt und am 19. Juni desselben Jahres von Papst Pius IX. bestätigt. Die Bischofsweihe spendete ihm der Erzbischof von Köln, Kardinal Johannes von Geissel, am 17. August 1856. Er entwickelte eine unermüdliche Tätigkeit, um den kirchlichen Geist namentlich in der Diaspora in Sachsen und Thüringen, die seiner Diözese zugeteilt waren, zu heben; er errichtete in Paderborn ein Konvikt, in Heiligenstadt ein Knabenseminar und bewirkte die Stiftung zahlreicher neuer Pfarreien und den Bau vieler katholischer Kirchen in protestantischen Orten.
In seinen Schriften Ein bischöfliches Wort an die Protestanten Deutschlands (1864) und Zweites Wort etc. (1866) behandelte er die Protestanten seiner Diözese als seine Untergebenen, und die Bekehrung von Protestanten zum Katholizismus sowie die katholische Taufe aller Kinder gemischter Ehen wurde von ihm nicht ohne Erfolg betrieben; ja, er knüpfte auch mit orthodoxen lutherischen Pastoren Verhandlungen über ihre „Rückkehr“ zur katholischen Kirche an. Die Ansiedelung von Jesuiten wurde von ihm besonders begünstigt.
1869 wurde er nach Rom berufen, um an den Vorarbeiten für das Erste Vatikanische Konzil teilzunehmen. Auf demselben war er Mitglied der dogmatischen Kongregation und eifriger Vorkämpfer für die Infallibilität, welche er auch schriftstellerisch verteidigte (Die Arbeiten des vatikanischen Konzils, 3. Aufl., Paderborn 1873; Vaticani concilii documentorum collectio). Als in Preußen der Kulturkampf ausbrach, den Martin mit der Diokletianischen Verfolgung verglich, gehörte er zu den schärfsten Gegnern der Regierung und bot derselben durch Ungehorsam und dreiste Verletzung der Maigesetze Trotz. Wiederholt zu hohen Geldstrafen, schließlich 1874 zu Festungshaft verurteilt und im Januar 1875 abgesetzt, war er in Wesel interniert, von wo er jedoch im August 1875 zunächst nach Brunssum in den Niederlanden und im März 1876 nach Belgien floh. In Brunssum lebte er incognito im Franziskanerhabit als Pater Julius Dunkel im Kloster der Sächsischen Franziskanerprovinz, das die deutschen Franziskaner nach ihrer Vertreibung aus Preußen gegründet hatten. In Belgien starb er am 16. Juli 1879 und wurde in Paderborn beigesetzt. Er war Ehrenbürger von Brilon.
Es läuft ein Seligsprechungsverfahren.

## Antijudaismus
In mehreren Abhandlungen setzte Martin sich 1848 mit den religiösen Schriften des Judentums, insbesondere mit dem Talmud, auseinander. Das Ergebnis ist eine stark antijudaistische Schrift:

„Der Hochmut, den das Judentum im Namen Gottes seinen Bekennern einprägt, grenzt fast an Wahnsinn und erklärt hinreichend alle Gehässigkeiten, deren sich der Jude im Benehmen gegen den Nichtjuden von je her schuldig gemacht hat …“

Martin behauptete, Juden würden gegenüber Nichtjuden Falscheide schwören, und die talmudischen Schriften würden Wucher nicht nur erlauben, sondern sogar empfehlen. Selbst der Vorwurf des Ritualmordes findet sich darin formuliert. Von jüdischen Gelehrten wurden diese Schriften begutachtet, und sie kommen durchweg zu dem Ergebnis, dass Martin sich nicht mit den Originaltexten befasst haben kann, er sich vielmehr unter anderem auf den judenfeindlichen Dominikaner Raimund Martin aus dem 13. Jahrhundert berief. Die Übersetzungen von Textstellen des Talmud durch Konrad Martin wiesen demnach ganz erhebliche judenfeindliche Entstellungen auf.
Diese Übersetzungen nahmen in der Folgezeit wiederholt Eingang in antisemitische Schriften. Martins Abhandlung wurde 1876 von Joseph Rebbert erneut unter dem gleichen Titel herausgegeben, veröffentlicht bei der Bonifacius-Druckerei in Paderborn. Rebbert untermauerte darin mit Martins Übersetzungen die von August Rohling im „Talmudjuden“ verbreiteten antisemitischen Zitate. Martin selbst ging es vor allem darum, Juden zum Christentum zu bekehren. Gleichzeitig wandte er sich vehement gegen die Emanzipation der Juden und die damit einhergehenden bürgerlichen Rechte.
Einer der heftigsten Kritiker Konrad Martins von nichtjüdischer Seite war der Jurist Joseph Kolkmann.

## Werke
- Lehrbuch der katholischen Religion für höhere Lehranstalten, 2 Bände; 1844
- Blicke in’s Thalmud’sche Judenthum, in: Katholische Vierteljahresschrift für Kunst und Wissenschaft, Bonn, Neue Folge; 1848
- Lehrbuch der katholischen Moral, 1850
- Ein bischöfliches Wort an die Protestanten Deutschlands, zunächst an diejenigen meiner Diöcese über die zwischen uns bestehenden Controverspunkte, 1864
- Drei Jahre aus meinem Leben, 1877